# Le Kremlin-Bicêtre

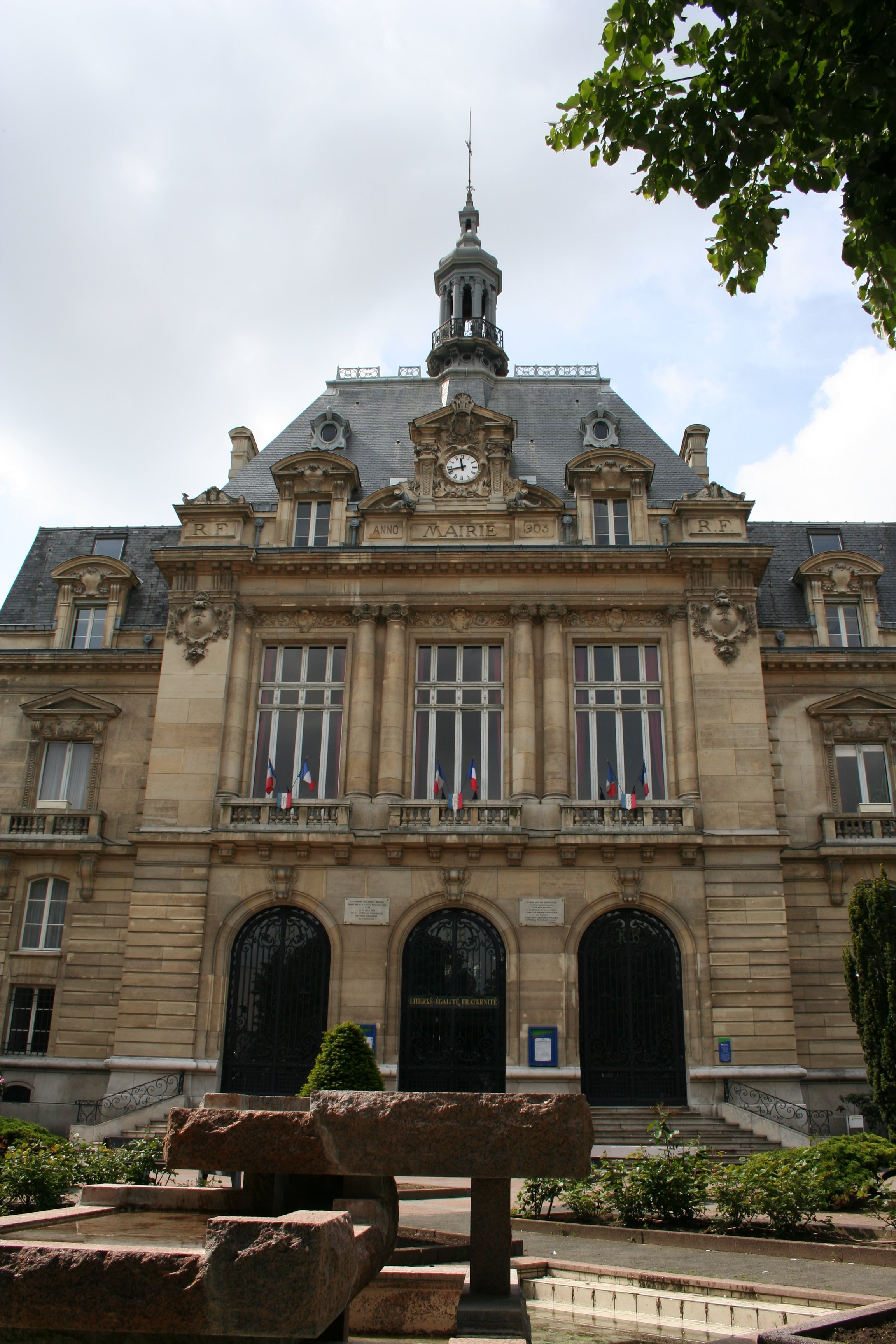
Primăria

Le Kremlin-Bicêtre este un oraș în Franța, în departamentul Val-de-Marne, în regiunea Île-de-France. 

## Educație
- École pour l'informatique et les nouvelles technologies
- École pour l'informatique et les techniques avancées
- Web@cademie

1. ↑  Qui est Jean-François Delage, le nouveau maire du Kremlin-Bicêtre ? (în franceză), Actu.fr[*], 22 ianuarie 2024, accesat în 5 noiembrie 2024
2. ↑  répertoire géographique des communes, accesat în 26 octombrie 2015
3. ↑  dataset of postal codes in France, 1 octombrie 2018